# Dungannon (Virgínia)
Dungannon és una població dels Estats Units a l'estat de Virgínia. Segons el cens del 2000 tenia 317 habitants.

## Demografia
Segons el cens del 2000, Dungannon tenia 317 habitants, 132 habitatges, i 90 famílies. La densitat de població era de 340 habitants per km².
Dels 132 habitatges en un 33,3% hi vivien nens de menys de 18 anys, en un 56,8% hi vivien parelles casades, en un 10,6% dones solteres, i en un 31,1% no eren unitats familiars. En el 28% dels habitatges hi vivien persones soles el 17,4% de les quals corresponia a persones de 65 anys o més que vivien soles. El nombre mitjà de persones vivint en cada habitatge era de 2,4 i el nombre mitjà de persones que vivien en cada família era de 2,96.
Per edats la població es repartia de la següent manera: un 24% tenia menys de 18 anys, un 9,8% entre 18 i 24, un 27,1% entre 25 i 44, un 25,2% de 45 a 60 i un 13,9% 65 anys o més.
L'edat mediana era de 39 anys. Per cada 100 dones de 18 o més anys hi havia 89,8 homes.
La renda mediana per habitatge era de 21.406 $ i la renda mediana per família de 27.292 $. Els homes tenien una renda mediana de 26.042 $ mentre que les dones 16.389 $. La renda per capita de la població era de 12.200 $. Entorn del 21,3% de les famílies i el 25,1% de la població estaven per davall del llindar de pobresa.

## Poblacions properes
El següent diagrama mostra les poblacions més properes.